# The Little Ones
The Little Ones was een Amerikaanse indie-pop/rockband uit Los Angeles.

## Bezetting
- Edward Nolan Reyes[1] (gitaar, zang)
- Brian Reyes[2] (basgitaar, keyboards, zang)
- Ian Moreno[3] (gitaar, percussie)
- Lee LaDouceur[4] (keyboards, basgitaar, zang)
- Kevin Lenhart[5] (drums)
- Ryan Wilson (multi-instrumentalist)

## Geschiedenis
Voordat Ed Reyes en Ian Moreno The Little Ones formeerden, waren ze lid van de indierockband Sunday's Best.
De band stond aanvankelijk onder contract bij Astralwerks Records en bracht daar de ep Sing Song uit. In 2006 inviteerde Matt Costa de band om voor hem te openen in de Bowery Ballroom in New York. De band ervoer een erop volgende toename aan populariteit. Kort na het uitbrengen van de single Ordinary Song begin 2008, verloren The Little Ones hun platencontract en waren ze gedwongen om het uitbrengen van hun debuutalbum uit te stellen. In plaats daarvan werd de ep Terry Tales & Fallen Gates uitgebracht bij het door de band in het leven geroepen label Branches Recording Collective.
In juli 2008 brachten The Little Ones hun volledige debuutalbum Morning Tide uit bij het Britse label Heavenly Recordings. Dit werd voorafgegaan door het uitbrengen van een gelijknamige single in de voorafgaande week. Het album Morning Tide kreeg meer dan gunstige recensies en kreeg 60% van metacritici.
De band bracht de twee singles Argonauts (november 2012) en Forro (januari 2013) uit als vrije downloads en werden respectievelijk gepromoot op de website en de Facebook-fanpagina van de band. Argonauts is de eerste singlepublicatie van het tweede album The Dawn Sang Along van de band en een albumlancering werd gehouden in februari 2013 in de Echo-locatie in Los Angeles.
Een muziekvideo voor Argonauts, geregisseerd door Lee LaDouceur en bewerkt door Derek Lieu, werd gepubliceerd op het internet in februari 2013. De song verscheen in 2013 in een citibank-advertentie voor een van de apps van de corporatie.
The Little Ones ondersteunden de populaire Britse act Kaiser Chiefs tijdens een Britse arenatournee, samen met We Are Scientists eind 2007. De band trad op tijdens het SXSW kunstfestival, dat jaarlijks plaatsvindt in Austin, in 2008 en 2013. Opvolgend aan het optreden in 2008, publiceerde de Britse muziekuitgeverij NME het artikel 'The Little Ones encourage 'smoking the ganja' at SXSW', nadat werd bekendgemaakt dat Ed Reyes had opgezegd voor het interview. In 2013 speelde de band twee optredens: een 'Deli Radio Showcase' en een 'SXSW Official Showcase'.
Het Amerikaanse radiostation KEXP uit Seattle, een lid van de NPR-media organisatie, betoonde Oh, MJ! als hun song van de dag op 28 november 2006 en de band speelde de song eerder live bij KEXP in oktober 2007. Kevin Cole, die schreef voor KEXP, selecteerde daarna de ep Sing Song in een lijst van de elf beste debuutalbums van 2006. In 2005 betoonde John Richards van NPR de song Lovers Who Uncover als zijn song van de dag.

## Mediaoptredens
- Live optreden bij KEXP op 29 juli 2006
- Optreden als de "Super Music Friends Show Musical Guest" bij de Nickelodeon kindershow, Yo Gabba Gabba! (aflevering "Dress-Up", uitgezonden op 16 oktober 2009) — de band speelde de song Let's Dress Up.

## Discografie

### Singles
- 2006: Lovers Who Uncover
- 2007: Lovers Who Uncover/Oh, MJ! (remixen)
- 2007: Oh, MJ!
- 2007: Lovers Who Uncover
- 2008: Ordinary Song
- 2008: Morning Tide
- 2012: Argonauts
- 2013:Forro

### Studioalbums
- 2008: Morning Tide
- 2013: The Dawn Sang Along

### Ep's
- 2007: Sing Song
- 2008: Terry Tales and Fallen Gates